# Liste von Terroranschlägen im Jahr 1974
Die Liste von Terroranschlägen im Jahr 1974 enthält eine unvollständige Auswahl von Terroranschlägen, die im Jahr 1974 passierten. Attentate werden gesondert in der Liste bekannter Attentate behandelt. Die Liste von Sprengstoffanschlägen listet auch nichtterroristische Anschläge. Die Liste von Flugzeugentführungen enthält eine Liste mit meist terroristischem Hintergrund. Im Artikel Rechtsterrorismus werden weitere terroristische Anschläge aufgezählt.

## Erläuterung
In der Spalte Politische Ausrichtung ist die politische bzw. weltanschauliche Einordnung der Täter angegeben: faschistisch, rassistisch, nationalistisch, nationalsozialistisch, sozialistisch, kommunistisch, antiimperialistisch, islamistisch (schiitisch, sunnitisch, deobandisch, salafistisch, wahhabitisch), hinduistisch. Bei vorrangig auf staatliche Unabhängigkeit oder Autonomie zielender Ausrichtung ist autonomistisch vorangestellt, gefolgt von der Region oder der Volksgruppe und ggf. weiteren Merkmalen der Täter: armenisch, irisch (katholisch), kurdisch, tirolisch, tschetschenisch, dagestanisch, punjabisch (sikhistisch), palästinensisch.
Die Opferzahlen der Anschläge werden farbig dargestellt:

Die Zahl bei den Anschlägen getöteter/verletzter Täter ist in Klammern ( ) gesetzt.

## Januar
| Datum/Beginn    | Betroffenes Land | Anschlag         | Täter                    | Politische Ausrichtung | Mittel      | Ziel | Tote | Verletzte | Hintergrund |
| --------------- | ---------------- | ---------------- | ------------------------ | ---------------------- | ----------- | ---- | ---- | --------- | ----------- |
| 19. Januar 1974 | Argentinien      | Anschlag in Azul | Revolutionäre Volksarmee | marxistisch            | Geiselnahme |      | 2    | 5         |             |

## Februar
| Datum/Beginn     | Betroffenes Land       | Anschlag                    | Täter | Politische Ausrichtung            | Mittel      | Ziel       | Tote | Verletzte | Hintergrund        |
| ---------------- | ---------------------- | --------------------------- | ----- | --------------------------------- | ----------- | ---------- | ---- | --------- | ------------------ |
| 04. Februar 1974 | Vereinigtes Königreich | Anschlag in Batley          | PIRA  | autonomistisch, irisch-katholisch | Sprengsatz  | Militärbus | 12   | 38        | Nordirlandkonflikt |
| 12. Februar 1974 | Vereinigtes Königreich | Anschlag in Little Chalfont | IRA   | autonomistisch, irisch-katholisch | Sprengstoff | Militär    | 0    | 10        | Nordirlandkonflikt |

## April
| Datum/Beginn   | Betroffenes Land | Anschlag                  | Täter   | Politische Ausrichtung         | Mittel                                              | Ziel          | Tote    | Verletzte | Hintergrund                           |
| -------------- | ---------------- | ------------------------- | ------- | ------------------------------ | --------------------------------------------------- | ------------- | ------- | --------- | ------------------------------------- |
| 11. April 1974 | Israel           | Anschlag in Kiryat Shmona | PFLP-GC | autonomistisch-palästinensisch | Geiselnahme, Automatische Schusswaffen, Sprengstoff | Apartmenthaus | 18 (+3) | 15        | Israelisch-Palästinensischer Konflikt |

## Mai
| Datum/Beginn | Betroffenes Land       | Anschlag                         | Täter        | Politische Ausrichtung                        | Mittel       | Ziel          | Tote    | Verletzte | Hintergrund                           |
| ------------ | ---------------------- | -------------------------------- | ------------ | --------------------------------------------- | ------------ | ------------- | ------- | --------- | ------------------------------------- |
| 02. Mai 1974 | Vereinigtes Königreich | Anschlag in Belfast              | UVF          | protestantisch-unionistisch                   | Sprengsatz   | Lokal         | 6       | 18        | Nordirlandkonflikt                    |
| 15. Mai 1974 | Israel                 | Ma’alot-Massaker                 | DFLP         | autonomistisch, palästinensisch-kommunistisch | Sprengfallen | Gebäude       | 31 (+3) | 70        | Israelisch-Palästinensischer Konflikt |
| 17. Mai 1974 | Irland                 | Anschläge in Monaghan und Dublin | UVF          | protestantisch-unionistisch                   | 3 Autobomben | Zivilisten    | 34      | 300       | Nordirlandkonflikt                    |
| 28. Mai 1974 | Italien                | Anschlag in Brescia              | Ordine Nuovo | neofaschistisch                               | Sprengstoff  | Demonstration | 8       | 102       |                                       |

## Juni
| Datum/Beginn  | Betroffenes Land       | Anschlag                | Täter                    | Politische Ausrichtung                             | Mittel                    | Ziel                  | Tote   | Verletzte | Hintergrund                           |
| ------------- | ---------------------- | ----------------------- | ------------------------ | -------------------------------------------------- | ------------------------- | --------------------- | ------ | --------- | ------------------------------------- |
| 11. Juni 1974 | USA                    | Anschlag in Union City  | Chicano Liberation Front |                                                    | Scharfschützengewehr      | Kirche                | 1      | 4         |                                       |
| 12. Juni 1974 | Deutschland            | Anschlag in West-Berlin | Revolutionäre Zellen     | antiimperialistisch, antizionistisch, feministisch | Sprengstoff               | Chilenisches Konsulat | 0      | 9         |                                       |
| 13. Juni 1974 | Israel                 | Anschlag in Shamir      | PFLP                     | autonomistisch-palästinensisch                     | Automatische Schusswaffen | Siedlung              | 3 (+4) | 0         | Israelisch-Palästinensischer Konflikt |
| 17. Juni 1974 | Vereinigtes Königreich | Anschlag in London      | PIRA                     | autonomistisch, irisch-katholisch                  | Sprengstoff               | Palace of Westminster | 0      | 11        | Nordirlandkonflikt                    |
| 17. Juni 1974 | Italien                | Anschlag in Padua       | Rote Brigaden            | antifaschistisch, marxistisch-leninistisch         |                           | Parteibüro            | 2      |           |                                       |
| 25. Juni 1974 | Israel                 | Anschlag in Naharija    | Schwarzer September      | autonomistisch-palästinensisch                     | Geiselnahme               | Apartmenthaus         | 14     |           | Israelisch-Palästinensischer Konflikt |

## Juli
| Datum/Beginn  | Betroffenes Land       | Anschlag           | Täter | Politische Ausrichtung            | Mittel      | Ziel            | Tote | Verletzte | Hintergrund        |
| ------------- | ---------------------- | ------------------ | ----- | --------------------------------- | ----------- | --------------- | ---- | --------- | ------------------ |
| 17. Juli 1974 | Vereinigtes Königreich | Anschlag in London | PIRA  | autonomistisch, irisch-katholisch | Sprengstoff | Tower of London | 1    | 41        | Nordirlandkonflikt |

## August
| Datum/Beginn    | Betroffenes Land | Anschlag                                      | Täter                                         | Politische Ausrichtung                             | Mittel      | Ziel                                 | Tote | Verletzte | Hintergrund |
| --------------- | ---------------- | --------------------------------------------- | --------------------------------------------- | -------------------------------------------------- | ----------- | ------------------------------------ | ---- | --------- | ----------- |
| 04. August 1974 | Italien          | Anschlag in Bologna                           | Fronte Nazionale Rivoluzionario, Ordine Nuovo | rechtsextremistisch                                | Sprengstoff | Schnellzug                           | 12   | 48        |             |
| 06. August 1974 | USA              | Anschlag in Los Angeles                       | Muharem Kurbegovic                            | regierungsfeindlich                                | Sprengstoff | Los Angeles International Airport    | 3    | 36        |             |
| 30. August 1974 | Japan            | Anschlag auf Mitsubishi Heavy Industries 1974 | East Asia Anti-Japan Armed Front              | kommunistisch, antiimperialistisch, anti-japanisch | Sprengsatz  | Mitsubishi-Heavy-Industries-Zentrale | 8    | 378       |             |

## September
| Datum/Beginn       | Betroffenes Land | Anschlag             | Täter                            | Politische Ausrichtung                   | Mittel           | Ziel                                        | Tote | Verletzte | Hintergrund                           |
| ------------------ | ---------------- | -------------------- | -------------------------------- | ---------------------------------------- | ---------------- | ------------------------------------------- | ---- | --------- | ------------------------------------- |
| 08. September 1974 | Griechenland     | TWA-Flug 841 1974    | PFLP-GC                          | autonomistisch-palästinensisch           | Sprengstoff      | Flugzeug                                    | 88   | 0         | Israelisch-Palästinensischer Konflikt |
| 13. September 1974 | Spanien          | Anschlag in Madrid   | ETA                              | autonomistisch, baskisch-nationalistisch | Sprengstoff      | Polizeibeamte in einem Café                 | 13   | 77        | Bürgerkrieg im Baskenland             |
| 15. September 1974 | Frankreich       | Anschlag in Paris    | Ilich Ramírez Sánchez („Carlos“) |                                          | Splittergranaten | Drugstore Publicis, Boulevard Saint-Germain | 2    | 34        |                                       |
| 15. September 1974 | Südvietnam       | Air-Vietnam-Flug 706 | Le Duc Tan                       |                                          | Granaten         | Flugzeug                                    | 75   | 0         | Vietnamkrieg                          |

## Oktober
| Datum/Beginn     | Betroffenes Land       | Anschlag              | Täter | Politische Ausrichtung            | Mittel        | Ziel   | Tote | Verletzte | Hintergrund        |
| ---------------- | ---------------------- | --------------------- | ----- | --------------------------------- | ------------- | ------ | ---- | --------- | ------------------ |
| 05. Oktober 1974 | Vereinigtes Königreich | Anschlag in Guildford | PIRA  | autonomistisch, irisch-katholisch | 2 Sprengsätze | Lokale | 21   | 182       | Nordirlandkonflikt |
| 22. Oktober 1974 | Vereinigtes Königreich | Anschlag in London    | PIRA  | autonomistisch, irisch-katholisch | Sprengsatz    |        | 0    | 3         | Nordirlandkonflikt |

## November
| Datum/Beginn      | Betroffenes Land       | Anschlag                       | Täter                  | Politische Ausrichtung            | Mittel        | Ziel                        | Tote   | Verletzte | Hintergrund                           |
| ----------------- | ---------------------- | ------------------------------ | ---------------------- | --------------------------------- | ------------- | --------------------------- | ------ | --------- | ------------------------------------- |
| 07. November 1974 | Vereinigtes Königreich | Anschlag in London             | Red Flag               |                                   | Sprengstoff   | Lokal                       | 1      | 19        | Nordirlandkonflikt                    |
| 18. November 1974 | Israel                 | Anschlag in Bet Sche’an        | DFLP                   | autonomistisch-palästinensisch    |               | Apartmenthaus               | 4 (+3) | 20+       | Israelisch-Palästinensischer Konflikt |
| 21. November 1974 | Vereinigtes Königreich | Bombenanschläge von Birmingham | PIRA                   | autonomistisch, irisch-katholisch | 3 Sprengsätze | 2 Lokale, Bürogebäude, Bank | 21     | 182       | Nordirlandkonflikt                    |
| 21. November 1974 | Peru                   | Anschlag in Lima               | Revolutionary Vanguard |                                   | Sprengstoff   | Geschäft                    | 0      | 11        |                                       |
| 27. November 1974 | Vereinigtes Königreich | Anschlag in London             | PIRA                   | autonomistisch, irisch-katholisch | 2 Sprengsätze |                             | 0      | 20        | Nordirlandkonflikt                    |
| 30. November 1974 | Vereinigtes Königreich | Anschlag in London             | PIRA                   | autonomistisch, irisch-katholisch | 2 Sprengsätze | Lokal                       | 0      | 5         | Nordirlandkonflikt                    |

## Dezember
| Datum/Beginn      | Betroffenes Land       | Anschlag                   | Täter | Politische Ausrichtung                            | Mittel         | Ziel                 | Tote | Verletzte | Hintergrund                           |
| ----------------- | ---------------------- | -------------------------- | ----- | ------------------------------------------------- | -------------- | -------------------- | ---- | --------- | ------------------------------------- |
| 11. Dezember 1974 | Israel                 | Anschlag in Tel Aviv-Jaffa | PFLP  | autonomistisch-palästinensisch                    | Granate        | Kino                 | 2    | 54        | Israelisch-Palästinensischer Konflikt |
| 14. Dezember 1974 | Vereinigtes Königreich | Anschlag in London         | PIRA  | autonomistisch, irisch-katholisch                 | Schusswaffe(n) | Zivilisten vor Hotel | 0    | 3         | Nordirlandkonflikt                    |
| 17. Dezember 1974 | Vereinigtes Königreich | Anschlag in London         | PIRA  | autonomistisch, irisch-katholisch                 | Sprengsätze    | Telefonzentralen     | 1    | 0         | Nordirlandkonflikt                    |
| 18. Dezember 1974 | Vereinigtes Königreich | Anschlag in Bristol        | IRA   | autonomistisch, irisch-katholisch                 | Sprengstoff    | Innenstadt           | 0    | 20        | Nordirlandkonflikt                    |
| 18. Dezember 1974 | Vereinigtes Königreich | Anschlag in London         | IRA   | autonomistisch, irisch-katholisch                 | Sprengstoff    | Kaufhaus             | 0    | 5         | Nordirlandkonflikt                    |
| 19. Dezember 1974 | Vereinigtes Königreich | Anschlag in London         | PIRA  | autonomistisch, irisch-katholisch                 | Autobombe      | Kaufhaus             | 0    | 9         | Nordirlandkonflikt                    |
| 20. Dezember 1974 | Israel                 | Anschlag in Jerusalem      | DFLP  |                                                   | Sprengstoff    | Geschäfte, Büros     | 0    | 13        | Israelisch-Palästinensischer Konflikt |
| 20. Dezember 1974 | Vereinigtes Königreich | Anschlag in London         | IRA   | autonomistisch, irisch-republikanisch, katholisch | Sprengstoff    | Bahnhof Aldershot    |      |           | Nordirlandkonflikt                    |
| 21. Dezember 1974 | Vereinigtes Königreich | Anschlag in London         | PIRA  | autonomistisch, irisch-katholisch                 |                | Kaufhaus             | 0    | 3         | Nordirlandkonflikt                    |